# Afroamphica
Afroamphica je novi biljni čiji je jedini predstavnik A. africana, vrsta izdvojena iz roda Amphicarpaea; bazionim joj je Shuteria africana Hook. f..
A. africana je višegodišnja penjačica raširena od Sudana na jug do Zambije i Malavija na jugu, te u Nigeriji i Kamerunu uz Gvinejski zaljev.

## Sinonimi
- Amphicarpaea africana (Hook.f.) Harms
- Shuteria africana Hook.f.